# Enrique el Cojo
Enrique Jiménez Mendoza, más conocido por Enrique el Cojo (Cáceres, 31 de marzo de 1912 - Sevilla, 29 de marzo de 1985) fue un bailaor y profesor de baile español.

## Biografía
Con tan solo tres años, se trasladó con su familia a vivir a Sevilla. A los ocho años de edad sufrió un tumor en la pierna izquierda que no terminó de sanar, dejando en Enrique Jiménez una cojera permanente. La circunstancia no le arredró y, formado con Frasquillo y Pericet, con un fuerte toque autodidacta lejos del academicismo, mantuvo su deseo de bailar. Cuando se dio a conocer en los círculos festivos sevillanos, su fama fue creciendo de tal forma que comenzó a tener peticiones para formarse de su mano. Así abrió su primera academia de baile en Sevilla, que se trasladó definitivamente a la calle Espíritu Santo de la ciudad hispalense donde permaneció trabajando cincuenta y tres años, hasta su fallecimiento. Por aquella academia pasaron quienes luego fueron importantes artistas de la copla y el flamenco, como Lola Flores, Cristina Hoyos o Manuela Vargas. Apareció en la película Carmen dirigida por Francesco Rosi y que estuvo nominada a los Globos de Oro.
Respecto a su estilo, Alfredo Relaño señaló que destacaba en el «movimiento de los brazos, el dominio con ellos del espacio, el dibujo de arabescos según un concepto personal y artístico de la geometría». A él dedicó un libro José Luis Ortiz Nuevo, intitulado De las danzas y andanzas de Enrique el Cojo: según la memoria del maestro. Recibió multitud de galardones a lo largo de su carrera: el Premio a la Enseñanza, la Medalla de Oro de las Bellas Artes, la Medalla del Trabajo y el Premio Puente de Plata, entre otros.